# Alternativas al encarcelamiento

Incremento de la población carcelaria en los EE. UU.

Las alternativas al encarcelamiento son tipos de castigo o tratamiento que no sea el tiempo en prisión que se le puede dar a una persona condenada por cometer un delito. Algunos de estos también son conocidos como sanciones alternativas . Las alternativas pueden tomar la forma de multas, justicia restaurativa, justicia transformadora o ningún castigo. La pena capital y el castigo corporal también son alternativas al encarcelamiento, pero no son promovidos por los movimientos modernos de reforma penitenciaria. 
Los reformadores generalmente buscan reducir las poblaciones de las prisiones y hacer un mayor uso de alternativas con un enfoque en la rehabilitación. Los principales argumentos para esto son que estos castigos reducen la posibilidad de reincidencia, reducen la carga de costos en el estado y reducen el hacinamiento en las prisiones . 

## Argumentos
Los estudios académicos no son concluyentes en cuanto a si las altas tasas de encarcelamiento reducen las tasas de delincuencia en comparación con las bajas tasas de encarcelamiento. Mientras que al menos eliminan a los delincuentes de la comunidad, hay poca evidencia de que las prisiones puedan rehabilitar a los delincuentes o disuadir el crimen. Algunos presos corren el riesgo de ser arrastrados al crimen. Pueden hacerse amigos de otros delincuentes, hacer que sus necesidades médicas o de salud mental sean descuidadas o sufrir más abusos de parte de otros presos e incluso del personal. Si apoyan a una familia, sufrirán la ausencia de los padres. Los presos liberados generalmente tienen dificultades para encontrar trabajo y obtener ingresos legales. Como resultado, la mayoría de los países tienen altas tasas de recividismo . En los Estados Unidos, el 67.8% de los prisioneros liberados son arrestados nuevamente dentro de tres años y el 76.6% son arrestados nuevamente dentro de cinco años.
Los reformadores de prisiones argumentan a favor de reducir la población carcelaria, principalmente a través de la reducción del número de personas encarceladas por delitos menores. Un objetivo clave es mejorar las condiciones reduciendo el hacinamiento. Los reformadores de prisiones también argumentan que los métodos alternativos a menudo son mejores para rehabilitar a los delincuentes y prevenir el crimen a largo plazo. 
Una revisión sistemática de 14 estudios realizados en Estados Unidos, Europa y Australia, desde 1961 hasta 2013, concluyó que las penas privativas de libertad no son mejores ni peores que las penas no privativas de libertad para reducir la reincidencia. Si bien algunos estudios sugieren que las tasas de reincidencia son mayores en aquellos que van a prisión comparados con aquellos a quienes les dictan penas no privativas de libertad, estos resultados probablemente estén sesgados. A pesar de la evidencia, muchas sociedades del mundo siguen utilizando privativas de libertad como la principal estrategia de control de la delincuencia.

## Alternativas al encarcelamiento

### Detención periódica
La detención periódica es un tipo de sentencia de custodia bajo la cual el delincuente es encarcelado periódicamente, por ejemplo, entre las noches de viernes y domingo cada semana, pero en otras ocasiones está en libertad. Promovida por los reformadores de la prisión como una alternativa al encarcelamiento, la detención periódica fue elogiada por permitir que los delincuentes sigan trabajando, mantengan las relaciones familiares y eviten asociarse con criminales más peligrosos en las cárceles tradicionales. También es considerablemente menos costoso de administrar.

### Abordar delitos relacionados con delincuentes sexuales
Aunque ha habido cambios en la forma en que se trata a los delincuentes sexuales en los últimos veinte años, es necesario dinstinguir los diferentes tipos en lugar de colocarlos en el mismo cuadro. Al utilizar un enfoque compasivo, los posibles delincuentes sexuales (por ejemplo, los adictos a las imágenes pornográficas) buscarán ayuda antes de cometer cualquier tipo de delito. Por lo tanto, la delincuencia sexual debe verse dentro de un marco de salud pública en lugar de una justicia penal.

### Madres y padres encarcelados
Cuando se trata de padres encarcelados, cada caso se analiza de cerca para determinar qué tipo de padre es. Los padres que presentan una influencia positiva deben pasar por una crianza intensiva y un monitoreo y supervisión cercanos. Si una mujer tiene hijos pequeños, se le debe dar una sentencia más corta para que pueda ser activa en la vida de sus hijos. Mientras tanto, aquellos que afecten negativamente a sus hijos irían a libertad condicional al proveerles a sus hijos financieramente (manutención infantil) mientras trabajan en una comunidad diferente y se están rehabilitando.

#### Guarderías de prisiones
Las madres que están encarceladas están sujetas a una forma de alternativa durante su encarcelamiento. Sin embargo, algunos pueden ver esto como una ventaja al tener una prueba menos intensa o como una desventaja al tener que lidiar con un niño. Los estudios han proporcionado una alternativa a las relaciones entre los niños y sus madres que están encarcelados. Junto con el camino del cuidado de crianza, algunos complejos carcelarios han comenzado la formación de un vivero de la prisión como una ayuda brindada tanto a las madres como a los niños. Alrededor del 70% de las mujeres encarceladas tienen hijos menores de edad y muchas de ellas incluyen mujeres embarazadas. 
Como las mujeres embarazadas encarceladas tendrían que lidiar con el nacimiento de un niño tras las rejas, las guarderías de la prisión ayudan a las madres a lidiar con el embarazo, el parto y el posparto para mantener estable la relación entre las madres y los bebés. La productividad de una guardería de la prisión es hacer que las madres del bebé sean las cuidadoras principales durante una o todas sus condenas. El atributo que aportan estos viveros es la cercanía física real entre la madre y el niño, así como el hecho de que el bebé esté en un entorno de apoyo en lugar de la opacidad de las celdas de la prisión. El programa se estableció para crear un desarrollo positivo en las vidas de los niños y hacer que las madres eviten la reincidencia. Algunos casos han mostrado una disminución en la reincidencia materna y un crecimiento en el programa sensible al género ofrecido por el gobierno hacia las mujeres.
En el caso de quienes se oponen a las guarderías de la prisión, reconocen cómo se coloca a estas mujeres en sitios de co-residencia de la comunidad en lugar de en los sitios de la cárcel, dando demasiado consuelo a las reclusas embarazadas. A pesar de que estas mujeres tienen que asistir a programas de crianza, el objetivo de las clases es desconocido para ser efectivo para los individuos. Muchos de los estudios que las personas han visto en correlación con las guarderías tienen poca importancia sobre si ayudan o no de manera positiva o negativa a las reclusas. Una razón que se ha considerado como un problema constante con las madres que fueron condenadas a penas de cárcel está relacionada con el abuso de drogas. Tratar con las drogas es más probable que la persona sea recidivada y vuelva a la cárcel dentro de los tres años. Sin embargo, no hay datos ni estudios suficientes para aclarar qué es lo que ayudaría a las madres a cambiar su forma de ser después de su sentencia en prisión, ya sea con o sin las acciones de respuesta de género de la ayuda del gobierno.

#### Padres y manutención
Viniendo de un hogar de bajos ingresos ya es una lucha, como padre, la cantidad que uno paga es indefinida. Los padres que tienen bajos ingresos y tienen que pagar la pensión alimenticia tienen una alta posibilidad de ser encarcelados. Ya es una tarea difícil tener las necesidades básicas, y como un padre que debe pagar una cierta cantidad cada mes es una carga enorme para llevar. La ley es simple. Si el padre no paga la manutención de los hijos por alguna razón, la persona puede ser detenida durante unos seis meses. Si bien estas personas corren el riesgo de ir a la cárcel por no cumplir con su deber, su deuda se acumula cuando se encuentran en la cárcel. Su relación con sus hijos se desvanece por un tiempo a medida que el padre se ausenta en su tiempo tras las rejas. El encarcelamiento les impide cumplir su trabajo no solo en la economía, sino también como padres. 
El encarcelamiento crea más deuda hacia el individuo que ayuda a la sociedad. Ahora se les da a los padres una oportunidad a través de programas como el módulo Alternativas al Encarcelamiento (ATI) para tener una oportunidad en la vida en lugar de un castigo. El módulo ATI intenta brindarles a los padres habilidades de preparación y confianza para obtener un trabajo para ellos mismos. En lugar de perder el tiempo en las celdas de la prisión, se los coloca para trabajar por las habilidades necesarias para obtener un trabajo que les ayude a mantener la vida de sus hijos y de ellos mismos. 
La encarcelación por no pagar la manutención de los hijos tenía alternativas que no tuvieron un resultado positivo. Alternativas tales como enterrar a los padres endeudados en lugar de ayudarlos a encontrar una solución a su problema. Las opciones contenían la liberación laboral o la detención domiciliaria. Debido a que el permiso de trabajo les permite cumplir su tiempo tras las rejas e ir a trabajar, solo hay una cierta cantidad de tiempo para que el individuo haga algo y, a veces, no tienen un trabajo que regrese a la razón principal por la que no están pagando a sus hijos. apoyo. La detención domiciliaria es otra forma en que se altera del encarcelamiento. En lugar de estar dentro de una prisión, la prisión llega a la persona siguiendo los pasos de sus hogares. Se les cobra a los padres por los gastos de monitoreo y no tienen empleo durante ese período ya que no pueden abandonar sus hogares. No están trabajando y no pueden ver a sus hijos. Más de una pérdida que una ganancia. Al mismo tiempo, es probable que muchos de ellos tengan más cargos, ya que violarían su detención domiciliaria para buscar trabajo o visitar a sus hijos. Luego serán reencarcelados y nada será beneficioso ni para la economía ni para la persona. 
Los programas como el módulo AIT ayudan a los padres de bajos ingresos al brindarles habilidades para la vida, talleres de crianza y habilidades de comunicación y establecer relaciones más sanas entre las familias. El intento con este módulo es construir un sistema de soporte que ayude en lugar de perder el tiempo, como estar en una celda de la cárcel y cada vez más endeudarse. El programa ATI tiene criterios de elegibilidad, así como los pasos para apelar por uno. Son razonables para darles a los padres un cierto período de tiempo para encontrar un trabajo y comenzar a pagar la manutención de los hijos. Luego hubo ciertos criterios para ser elegible para estar en este programa. El objetivo de este programa es captar a las personas que realmente desean la oportunidad de ser padres y no salir por el camino fácil.

### Alternativas para menores
Es crucial comprender cómo se desarrollan e implementan las alternativas al encarcelamiento o la detención de menores. Las investigaciones muestran que el encarcelamiento y la educación están estrechamente relacionados. Se está empezando a considerar la justicia restaurativa en forma de campamentos militares y programas militares adoptados en las opciones de educación pública. Se han desarrollado una variedad de programas para el manejo de la ira, la autoestima, etc., y los que trabajan con académicos deben desarrollar tales alternativas. Se muestra que las personas en la sociedad están dispuestas a pagar la rehabilitación de los delincuentes juveniles en lugar de otras formas de castigo. Kentucky ha aprobado un proyecto de ley en el que el estado alienta el tratamiento comunitario sobre la detención de menores. Algunas de las medidas introdujeron el proceso de intervención temprana, las herramientas basadas en la evidencia para evaluar y evaluar a los jóvenes, o el límite de la colocación máxima fuera del hogar.

### Alternativas basadas en la comunidad
Richard M. Zubrycki argumenta que “el sistema canadiense de justicia penal que respalda el uso seguro de alternativas comunitarias (habría una disminución significativa) en las poblaciones de la prisión” (Zubrycki), en las Alternativas al encarcelamiento basadas en la comunidad en Canadá . Discute principalmente sobre las alternativas de la comunidad, como que los infractores por primera vez reciban una intervención que les ayude a no volver a cometer el crimen. Otra alternativa exitosa es que el gobierno canadiense proporciona a las familias asesoramiento familiar en grupo; esto es importante porque crea un grupo de apoyo más fuerte y estrechamente conectado que ayuda a disminuir las posibilidades de que esa persona cometa nuevamente el crimen. Canadá también investigó y trató de entender qué programa comunitario funciona mejor para los diferentes tipos de delincuentes. A partir de su investigación y perseverancia, “hoy su población carcelaria es baja y está disminuyendo”.

### Opciones para uso problemático de drogas
A pesar de los esfuerzos de los grupos de organizaciones, como el Colegio de Abogados de Estados Unidos, por promover alternativas al encarcelamiento, parecen ignorarse cuando se trata del gobierno federal. Algunas alternativas introducidas en este artículo incluyen confinamiento, servicio comunitario, dispositivos de rastreo y términos ampliados en casas intermedias. Algunas otras ideas incluyen un aumento en la supervisión por una disminución en el tiempo como una alternativa al encarcelamiento a largo plazo. Esto técnicamente no sería una alternativa al encarcelamiento, sino una supervisión a término completo. A menudo hay casos como los de padres y drogadictos que necesitan atención especial y no son tan fáciles de encarcelar. Cuando se trata de los padres, el tribunal debe determinar qué tipo de padre es el acusado. Las acciones deben hacerse en base a eso solo. Los adictos a las drogas deben ser observados cuidadosamente. Para los delincuentes menos peligrosos, las instalaciones de tratamiento deben ser la primera opción. El Programa de Abuso de Drogas Residencial ayuda a los reclusos adictos a las drogas a ser liberados temprano, a través de la superación de su adicción.

### Programas basados en la comunidad para jóvenes como alternativa al futuro encarcelado
Nancy Stein hace hincapié en la desinstitucionalización de los jóvenes mediante la creación de alternativas basadas en la comunidad. Muchos de estos programas alternativos en los que Stein sugiere son programas que la comunidad inicia, ya que quieren reducir el porcentaje de adolescentes institucionalizados. Uno de los programas comunitarios es el Omega Boys Club, cuyo objetivo es construir relaciones con los jóvenes y ayudarlos a tomar decisiones sabias en la vida. Como resultado, el Omega Boys Club ha contribuido a disminuir la tasa de delincuencia juvenil . Este artículo muestra que hay muchas personas comprometidas en reducir las tasas de delincuencia dentro de sus comunidades y que harán todo lo posible para ayudar a mantener a los futuros líderes de nuestra nación fuera de problemas. La participación constante con los jóvenes en estas comunidades no acomodadas es lo que John Brown Childs considera como "jóvenes que trabajan activamente por la paz y contra la violencia como la inspiración para la dirección estratégica y el renacimiento de la comunidad". Por lo tanto, más alternativas basadas en la comunidad al encarcelamiento pueden ayudar a reducir el número de personas en prisión.

## Programas alternativos por ubicación

### Canadá
En Community Based Alternatives to Incarceration in Canada, Richard M. Zubrycki sostiene que "si el sistema judicial penal canadiense apoyara el uso de alternativas comunitarias (se produciría una disminución significativa) de la población carcelaria" (Zubrycki). Habla sobre todo de alternativas comunitarias, como que los delincuentes primerizos reciban una intervención que les ayude a no volver a delinquir. Otra alternativa exitosa es que el gobierno canadiense ofrece a las familias asesoramiento grupal familiar; esto es importante porque construye un grupo de apoyo más fuerte y unido que ayuda a disminuir las posibilidades de que esa persona vuelva a cometer un delito. Canadá también ha investigado y tratado de comprender qué programa comunitario funciona mejor para los distintos tipos de delincuentes. Gracias a su investigación y perseverancia, "hoy en día la población carcelaria es baja y está disminuyendo" (Zubrycki, Community Based Alternatives to incarceration in Canada).

### Estados Unidos
En Estados Unidos, Law Enforcement Assisted Diversion (LEAD) es un modelo que ofrece a la policía una alternativa al enjuiciamiento penal en casos de delitos leves relacionados con el consumo de drogas, salud mental, y pobreza. El enfoque multiinstitucional permite a los agentes de policía derivar a las personas a servicios de salud mental en vez de detenerlas. El modelo se desarrolló en Seattle, Washington, donde se puso en marcha un programa piloto en 2011. Desde entonces, los programas LEAD se han adoptado a escala nacional en Estados Unidos.

#### Nueva York
La ciudad de Nueva York ha creado un importante programa de alternativas al encarcelamiento (ATI) para su sistema penitenciario. Los jueces tienen la opción de enviar a este programa a quienes hayan cometido faltas o delitos graves en lugar de imponerles una pena de prisión. El programa tiene cuatro categorías: población general, toxicómanos, mujeres, y jóvenes. El programa tiene una tasa de éxito del 60%, que es relativamente alta. Los delincuentes que fracasan en el programa reciben una pena de prisión obligatoria, lo que les da un buen incentivo para tener buenos resultados. Los que no lo superan suelen tener un pasado de encarcelamiento. Al ser la ciudad más grande de los Estados Unidos, Nueva York suele marcar tendencias para otras ciudades. Este programa podría ser el primero de muchos en Estados Unidos, lo que podría contribuir a reducir las tasas de encarcelamiento.